# Beszélő kutyák csodacsontja
A Beszélő kutyák csodacsontja (eredeti cím: Pound Puppies and the Legend of Big Paw) 1988-ban bemutatott amerikai rajzfilm, amely a Beszélő kutyák című televíziós rajzfilmsorozat alapján készült. Az animációs játékfilm rendezője Pierre DeCelles, producere Donald Kushner és Peter Locke. A forgatókönyvet Jim Carlson és Terrence McDonnell írta, a zenéjét Richard Kosinski, Bill Reichenbach és Sam Winans szerezte. A mozifilm a Carolco Pictures gyártásában készült, a TriStar Pictures forgalmazásában jelent meg. Műfaja zenés fantasy filmvígjáték.
Amerikában 1988. március 18-án mutatták be a mozikban, Magyarországon 1990-ben adták ki VHS-en.

## Szereplők
| Szereplő            | Szereplő         | Eredeti hang                         | Magyar hang       |
| magyarul            | angolul          | Eredeti hang                         | Magyar hang       |
| ------------------- | ---------------- | ------------------------------------ | ----------------- |
| Nyugi               | Cooler           | Brennan Howard Ashley Hall (ének)    | Szombathy Gyula   |
| Fiatal Füllencs     | Young Whopper    | B. J. Ward                           | Benedikty Marcell |
| Szimatka            | Nose Marie       | Ruth Buzzi                           | Andresz Kati      |
| Csillagszem         | Bright Eyes      | Nancy Cartwright                     | Vadász Bea        |
| Gubanc              | Howler           | Hal Rayle                            | Schnell Ádám      |
| Reflex              | Reflex           | Hal Rayle                            | Végh Péter        |
| Bundás              | Beamer           | Greg Berg                            | Melis Gábor       |
| Collette            | Collette         | Cathy Cavadini                       | Zsolnai Júlia     |
| Cecília             | Charlamange      | Cathy Cavadini                       | Farkasinszky Edit |
| Jeff                | Jeff             | Joey Dedio                           | Lippai László     |
| Tammy               | Tammy            | Janice Kawaye                        | Detre Annamária   |
| Marvin McNyuvaszt   | Marvin McNasty   | George Rose                          | Gruber Hugó       |
| Sir McNyuvaszt      | Sir McNasty      | George Rose                          | Gruber Hugó       |
| Dagi                | Lumpy            | Wayne Scherzer                       | Csurka László     |
| Cérna               | Bones            | Frank Welker                         | Kautzky József    |
| Szőrmók             | Hairball         | Frank Welker                         | Hankó Attila      |
| Felnőtt Füllencs    | Adult Whopper    | Frank Welker                         | Perlaki István    |
| Riporter            | Reporter         | Frank Welker                         | Soós László       |
| Nagy Mancs          | Big Paw          | Tony Longo Mark Vieha (ének)         | Huszár László     |
| Florence nővér      | Florence         | Susan Silo                           | Hárai Ágnes       |
| Füllencs unokahúga  | Whopper's Niece  | Alwyn Kushner                        | Szőnyi Juli       |
| Füllencs unokaöccse | Whopper's Nephew | Jasper Kushner                       | Simonyi Balázs    |
| Artúr               | Arthur           | James Swodek                         | Bor Zoltán        |
| Kaparász            | Digalot          | Brennan Howard                       | Barbinek Péter    |
| Kölyökkutyák        | Puppies          | Cathy Cavadini Ryan Davis Robbie Lee | N/A               |

## Betétdalok
| Dal                    | Előadó         |
| ---------------------- | -------------- |
| At the Pound           | Ashley Hall    |
| Now That You're Here   | Cathy Cavadini |
| The King of Everything | George Rose    |
| All in Your Mind       | Ashley Hall    |
| I'm a Puppy Too        | Mark Vieha     |
| Puppy Power's Back     | Ashley Hall    |

## Televíziós megjelenések
HBO, TV2 